# Indo-Sassanides

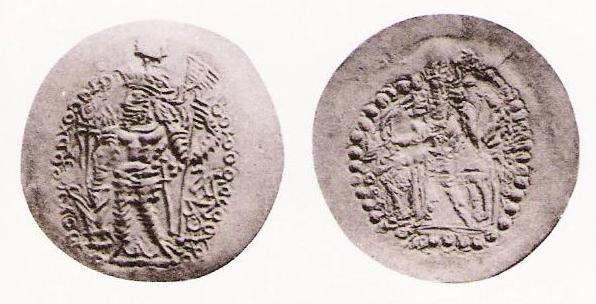
Monnaie du Kushanshah Vahram Ier (début du IVe siècle).

Les Indo-Sassanides ou Kouchano-Sassanides sont une branche des Sassanides qui prit le pouvoir dans le nord-ouest du sous-continent indien pendant le IIIe et le IVe siècle.
Ils conservent le contrôle de la région jusqu'à l'arrivée des Huns blancs au début du Ve siècle. Ils le reprennent partiellement après une victoire des Sassanides vers 565, pour le perdre définitivement avec l'expansion islamique au VIIe siècle.

## Contrôle territorial indo-sassanide
Peu après leur victoire sur les Parthes et les Paratarajas (en), les Sassanides étendent leur influence sur la Bactriane durant le règne d'Ardachir Ier vers 230. Son expansion continue, sous la houlette de son fils Shapur Ier, permettant l'ajout des régions avoisinant le Pakistan actuel. Ainsi, la Bactriane et le Gandhara, originellement contrôlés par les Kouchans, passent à des nobles sassanides appelés les « Rois des Kouchans », ou Kushanshah.
Autour de 325, Shapur II, souverain sassanide, règne directement sur la partie méridionale, alors que les « Rois des Kouchans » gouvernent le nord jusqu'à l'expansion des Kidarites à la fin du IVe siècle. ces derniers sont expulsés lors de l'invasion des Huns blancs vers 450.
Vers 565, une coalition de Khosro Ier et des Turcs bleus de Istämi redonne un contrôle partiel de la Bactriane aux Sassanides. Le règne indo-sassanide prend définitivement fin avec la conquête islamique du VIIe siècle.

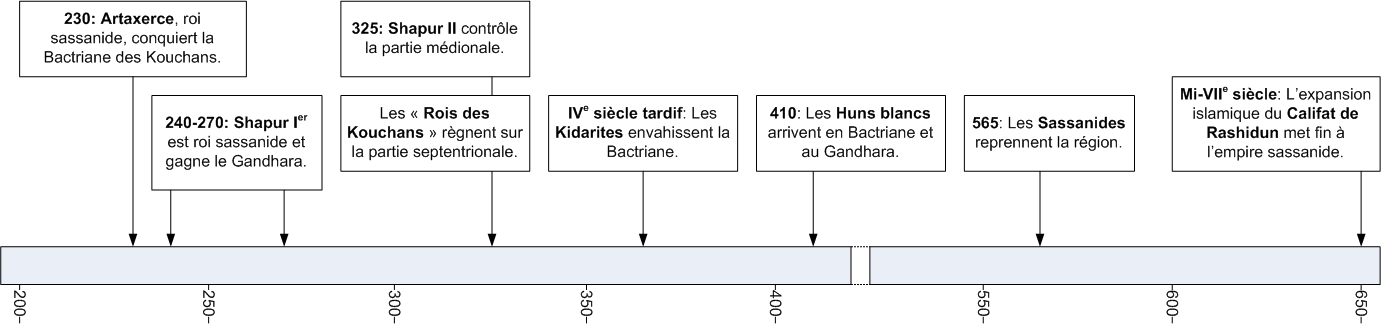
Ligne du temps indo-sassanide.

## Principaux rois Indo-Sassanides
- Ardachîr Ier, roi sassanide et Kushanshah (roi des Kouchans, v. 230 - 250)
- Péroz Ier Kushanshah (v. 250 - 265), fils d'Ardachîr Ier (?)
- Hormizd Ier Kushanshah (v. 265 - 295)
- Hormizd II Kushanshah (v. 295 - 300), fils de Vahram II (?)
- Péroz II Kushanshah (v. 300 - 325), fils de Narseh (?)
- Chapour II, roi sassanide et Sakanshah (roi des Sakas (Saces), v. 325+)
- Vahram Ier, II, III Kushanshahs (v. 325 - 350) : durèrent jusqu’à l’invasion des Hephthalites.
- Péroz III Kushanshah (v. 350 - 360), au Gandhara.